# San José de Gracia
San José de Gracia là một đô thị thuộc bang Aguascalientes, México. Năm 2005, dân số của đô thị này là 7631 người.